# Крістін Робінсон
Крістін Робінсон (англ. Christine Robinson, 17 травня 1984) — канадська ватерполістка.
Учасниця Олімпійських Ігор 2004 року.
Призерка Чемпіонату світу з водних видів спорту 2005, 2009 років.
Призерка Панамериканських ігор 2007, 2011, 2015 років.